# Diecezja Lisala
Diecezja  Lisala – diecezja rzymskokatolicka  w Demokratycznej Republice Konga. Powstała w 1919 jako wikariat apostolski Nouvelle-Anvers. Przemianowana na wikariat Lisala w 1936. Podniesiona do rangi diecezji w 1959.

## Biskupi diecezjalni
- Egidio de Böck (Boeck), † (1921 – 1944)
- François Van den Berghe, C.I.C.M. † (1944 – 1964)
- Louis Nganga a Ndzando (1964 – 1997)
- Louis Nkinga, C.I.C.M., (1997 – 2015)
- Ernest Ngboko, C.I.C.M., (2015 – 2019)
- Joseph-Bernard Likolo Bokal’Etumba (od 2021)